# Молодіжна печера (Росія, Архангельська область)
Молодіжна (рос. Молодежная) — печера в Архангельській області, на Біломорсько-Кулойському плато європейської півночі Росії. Карстова печера горизонтального типу простягання. Загальна протяжність — 520 м. Глибина печери становить 10 м. Категорія складності проходження ходів печери — 1.